# Віртуальний концерт

Виступ Gorillaz на віртуальному концерті у 2018 році

Віртуальний концерт, також званий V-концерт або virtual live, відноситься до виступу, у якому виконавці представлені віртуальними аватарами. Віртуальні концерти можуть відбуватися в реальному житті, де цифрові представлення виконавців проектуються на сцену, або в повністю цифрових віртуальних світах. V-концерти в реальному житті популярні в Південній Кореї, де виступи таких груп, як Girls' Generation, приваблюють тисячі шанувальників. Виконавці у віртуальних концертах можуть представляти реальних людей, але також можуть бути цілком вигаданими персонажами, як Хацуне Міку.
Зовсім недавно віртуальні концерти відбувалися у відеоіграх. Такі ігри, як Fortnite Battle Royale і Minecraft, використовувалися артистами як майданчики для охоплення ширшої аудиторії та надання інтерактивних вражень для відвідувачів.

## Історія

### Ранні початки
У K-pop індустрії V-концерти були вперше представлені кількома південнокорейськими звукозаписними компаніями, такими як SM Entertainment і YG Entertainment. У 1998 році SM Entertainment спробували розпочати свій перший голографічний дебют із HOT (нині неіснуючий бойз-бенд), але не змогли цього зробити.

### Відродження та розширення у Південній Кореї
5 січня 2013 року стався прорив після того, як SM Entertainment провели віртуальний концерт у районі Каннам із зображеннями Girls' Generation у натуральну величину, спроектованими на сцену, що привернуло увагу тисяч шанувальників K-pop.
Після того, як у травні 2013 року в COEX Convention &amp; Exhibition Center відбувся перший віртуальний концерт із піснею Psy «Gangnam Style», південнокорейський звукозаписний лейбл YG Entertainment оголосив, що планує створити 20 майданчиків для віртуальних виступів своїх K-pop співаків до 2015 року в Північній Америці, Європі, Китаї, Гонконзі, Сінгапурі та Таїланді.
20 липня 2013 року YG Entertainment запустили постійний віртуальний концерт у тематичному парку Everland у Йоніні, Південна Корея. Під гаслом «K-Pop Hologram: YG at Everland» віртуальні виступи включають «Gentleman» і «Gangnam Style» Psy, а також віртуальні концерти гуртів Big Bang і 2NE1.

### У відеоіграх і віртуальних світах

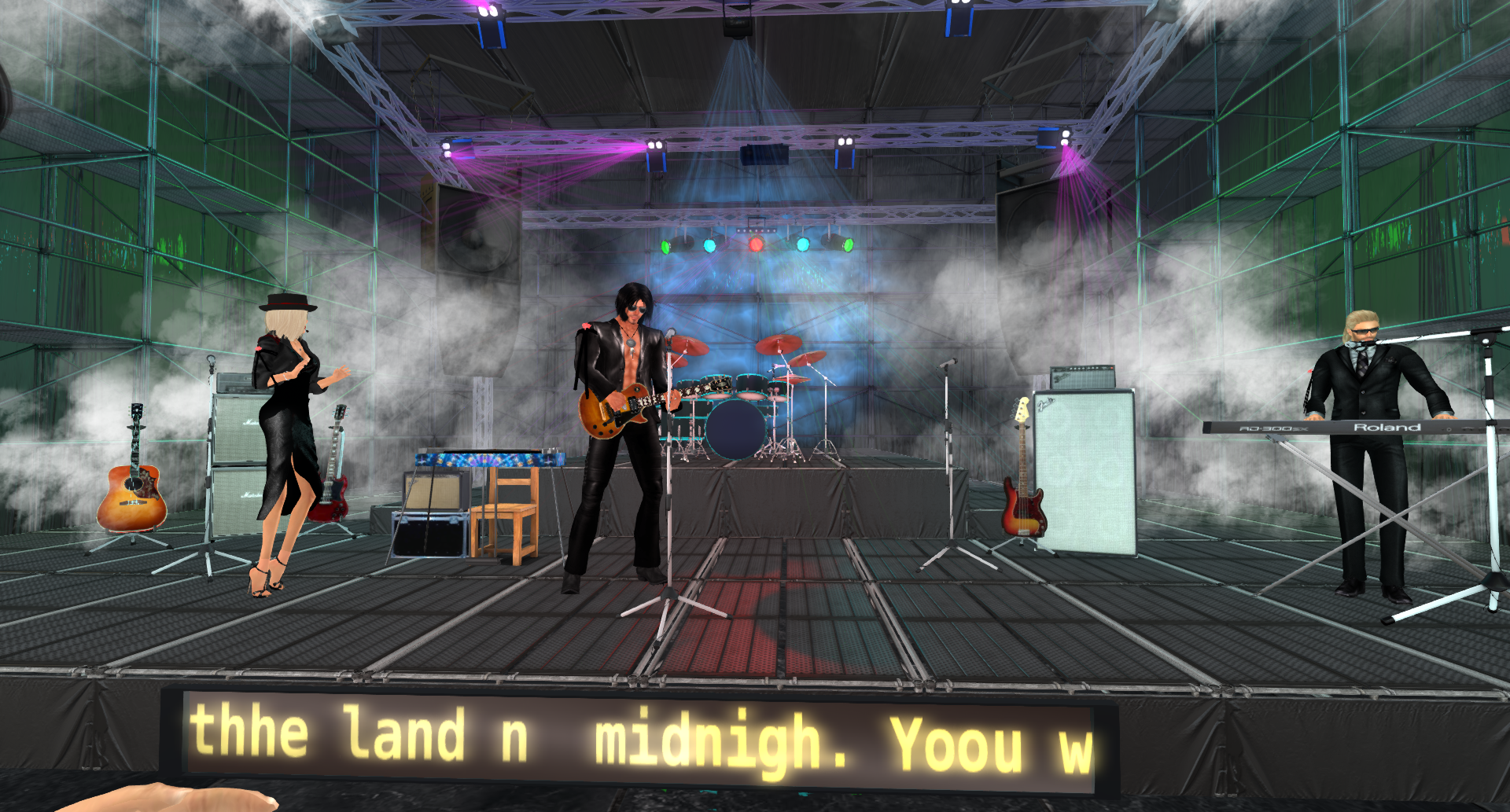
Концертний виступ у Second Life

З середини 2000-х віртуальні концерти також проводяться у віртуальних світах замість фізичних місць. Першим великим гуртом, який виступав наживо у віртуальному світі, був Duran Duran у відеогрі Second Life у 2006 році. У тому ж році Філ Коллінз з'явився у Grand Theft Auto: Vice City Stories, виконавши свій сингл «In The Air Tonight»; концерт доступний як частина гри.
У січні 2019 року на спеціальному сервері Minecraft відбувся віртуальний музичний фестиваль під назвою «Вогняний фестиваль». Захід, організований канадським продюсером Максом Шрампом, відбувся на підтримку ЛГБТ-організації з попередження самогубств The Trevor Project. Наступного місяця, 2 лютого, продюсер EDM Marshmello провів десятихвилинний концерт на головній карті шутера від третьої особи Fortnite Battle Royale. Концерт міг переглянути кожен, хто грав у гру протягом цього часу, і для події був наданий спеціальний варіант режиму гри «Team Rumble» із увімкненим респавном.
Популярність віртуальних концертів у 2020 та 2021 роках зросла через обмеження, встановлені пандемією COVID-19, які ускладнили проведення традиційних концертів. У Fortnite було проведено більше концертів за участю виконавців, зокрема Тревіса Скотта, BTS, Diplo та Аріани Гранде як інтерактивний досвід. Fortnite продовжує проводити віртуальні концерти на меншій і більш соціально орієнтованій бічній карті під назвою «Party Royale». 16 квітня 2020 року американська співачка та авторка пісень Soccer Mommy співпрацювала з фанатською грою Club Penguin Rewritten, щоб провести внутрішньоігровий концерт для свого альбому Color Theory. В соціальній платформі VRChat кілька груп організували цифрові нічні клуби та музичні фестивалі з живими потоковими виступами ді-джеїв від користувачів і продюсерів, розміщених у спеціально розроблених світах на платформі, які імітують реальні місця.
Багато віртуальних перформансів почали експериментувати з віртуальною та доповненою реальністю. TheWave, спеціальна платформа для концертів віртуальної реальності, була запущена в 2017 році. Виконавці, які виступали на платформі, включають Імоджен Хіп, The Glitch Mob і Kill the Noise; сервіс закрився у 2021 році, а компанія заявила, що натомість зосередилася на розповсюдженні своєї продукції через «популярні потокові платформи». У серпні 2020 року канадський співак The Weeknd співпрацював із платформою соціальних мереж TikTok, щоб провести інтерактивну пряму трансляцію доповненої реальності під назвою «The Weeknd Experience» у різні дати, перша з яких відбулася 7 серпня 2020 року.

## Витрати виробництва
Віртуальний K-pop концерт коштує понад 180 000 доларів США і приблизно в два-три рази дорожче, ніж звичайне K-pop шоу.

## Критика
Шанувальники K-pop розкритикували V-концерти, тому що співаки не з'являються особисто, а лише проектуються на екран в електронному вигляді. Деякі стверджують, що V-концерти можуть загрожувати якості живої музики.